# Metropolia kapsztadzka
Metropolia kapsztadzka – metropolia Kościoła rzymskokatolickiego w Republice Południowej Afryki. Powstała 11 stycznia 1951. 

## Diecezje
- Archidiecezja kapsztadzka
- Diecezja Aliwal
- Diecezja De Aar
- Diecezja Oudtshoorn
- Diecezja Port Elizabeth
- Diecezja Queenstown